# (801) Helwerthia
(801) Helwerthia es un asteroide perteneciente al cinturón de asteroides descubierto el 20 de marzo de 1915 por Maximilian Franz Wolf desde el observatorio de Heidelberg-Königstuhl, Alemania.
Está nombrado en honor de Elise Helwerth-Wolf (1840-1924), madre del descubridor.